# ティモ・ボル
ティモ・ボル（Timo Boll、1981年3月8日 - ）は、ドイツ・ヘッセン州エアバッハ出身の卓球選手。最高世界ランキング1位。ワールドカップでは中国選手に勝利し2回優勝を飾った。ヨーロッパ卓球選手権シングルスで優勝7回、ヨーロッパトップ12で優勝6回、ワールドカップで優勝2回、ITTFプロツアーグランドファイナル優勝1回など、ヨーロッパのトップ選手であるだけでなく世界でもトップ選手の1人である。

## 経歴
父親の指導により、4歳から卓球を始めた。1995年のヨーロッパ卓球ユース選手権カデットの部での優勝を皮切りに、1997年、1998年にはジュニアの部で優勝を果たした。世界卓球選手権には1997年のマンチェスター大会に初出場、2007年のザグレブ大会まで9回連続で出場したが、腰の怪我などもあって2008年の広州大会、2009年の横浜大会は欠場している。2010年のモスクワ大会で3大会ぶりに出場を果たし、翌年の世界選手権ロッテルダム大会でようやく自身初のシングルスのメダルを獲得した。
オリンピックには2000年のシドニーオリンピックから2016年のリオデジャネイロオリンピックまで5大会連続で出場しており、北京オリンピックでは、団体で銀メダルを獲得した。ロンドンオリンピック、リオデジャネイロオリンピックでもドミトリ・オフチャロフ、バスティアン・シュテガーらと共に団体で銅メダルを獲得している。

シングルスについては、北京オリンピックで呉尚垠に敗れ4回戦敗退、またロンドンオリンピックは4回戦でポーランドのen:Adrian Crișanに、リオデジャネイロオリンピックの4回戦でクアドリ・アルナに2-4で敗れたりと、未だメダルの獲得には至っていない。
2017年のワールドカップでは、準決勝で世界ランク1位の馬龍を4-3で撃破したが、決勝は同じドイツ人選手のドミトリ・オフチャロフに敗れた。また、この年のITTFスターアワード男子選手賞を受賞した。
2019年の世界選手権ブダペスト大会のシングルスを、発熱の影響で4回戦を前に棄権した。
2019年、ベラルーシのミンスクで行われたヨーロッパ競技大会・卓球種目の男子シングルスで金メダルを獲得した。
2024年のパリオリンピックを以て国際大会から引退。
2025年には選手としての現役引退を表明。6月15日に行われた卓球ブンデスリーガ決勝戦オクセンハウゼン対ボルシア・デュッセルドルフのシングル1でウーゴ・カルデラノと対戦。これが引退試合となった。

## 人物
低迷する欧州卓球界の中で気を吐き、過去に7ヶ月に渡り世界ランキング1位を維持するなど、その実力を安定して発揮し続けていたが、その後持病である腰の故障に悩まされ、世界選手権を欠場したり、大舞台で格下に負けるなどその期待に完全には応えられていない。
しかし、2010年にはそのプレーに安定感が増し、中国の馬琳、馬龍らをしばしば破り、2011年1月に7年ぶりとなる世界ランキング1位に返り咲いた。
また、腰の故障等により調子を落としていたが2017年より復調の兆しを見せ、ツアー優勝や、当時世界ランク1位であった馬龍を破り2017ワールドカップ準優勝や2018ヨーロッパトップ16でも優勝している。
2018年3月に世界ランク1位に返り咲いた。
また、同じラケットを4本常備しており、全てをローテーションにし均等に使っている。
試合中によくバンダナを巻いている。

## プレースタイル
YGサービスなどの多彩なサービスからのラリーと、回転量の多く弧線の低いループドライブからのラリーの展開を得意とし、正確無比のバックハンド、両ハンドでのカウンター、打点をわざと低くし、猛烈な回転の掛かったループドライブを多用する。クレアンガの様な、体全体を使ったパワフルなドライブでは無く、足腰を中心とし、肘・手首を使い、安定感と威力を兼ね備えたドライブを放つ。台上技術も得意で、人差し指をラケットの真ん中に添えて打球するストップレシーブは抜群の安定度を誇る。
また、卓球選手では珍しく、左手から右手にラケットを持ち替えて打球する持ち替え打法の使い手でもあり、右手にラケットを持ち替えて打球しても、利き手と遜色のない威力である。
近年、プラスチックボールへの移行によるラリーの高速化に対応するため中陣でのラリーや後陣でのロビングを少なくし、前陣でのカウンターに力を入れている。

## 主な戦績
- 2002年
  - 男子ワールドカップ（済南） 優勝
  - ヨーロッパ選手権ザグレブ大会 男子シングルス優勝、男子ダブルス優勝（ソルタン・フェイヤー＝コーナートと）、男子団体準優勝
  - ヨーロッパトップ12 優勝
- 2003年
  - ヨーロッパ選手権クールマイヨール大会 男子シングルス ベスト4、男子団体準優勝
  - ヨーロッパトップ12 優勝
- 2004年
  - アテネオリンピック 男子シングルス ベスト8
  - 第47回世界選手権ドーハ大会 男子団体準優勝
- 2005年
  - 第48回世界選手権上海大会 男子ダブルス準優勝（クリスティアン・ズースと）
  - 男子ワールドカップ（リエージュ） 優勝
- 準々決勝から、王励勤、馬琳、王皓と、中国トップ３をそれぞれゲームオールで下しての優勝だった。ティモ・ボルはこの大会をベストゲームに挙げている。
  - ITTFプロツアーグランドファイナル（2005 福州） 男子シングルス優勝、男子ダブルス優勝（クリスティアン・ズースと）
  - ヨーロッパ選手権オーフス大会 男子ダブルス ベスト4（クリスティアン・ズースと）
  - ヨーロッパトップ12 ベスト4
- 2006年
  - 第48回世界選手権ブレーメン大会 男子団体3位
  - ヨーロッパトップ12 優勝
- 2007年
  - 第49回世界選手権ザグレブ大会 男子シングルス ベスト8
  - 男子ワールドカップ（バルセロナ） 4位
  - ヨーロッパ選手権ベオグラード大会 男子シングルス 優勝、男子ダブルス 優勝（クリスティアン・ズースと）、男子団体 優勝
- 2008年
  - 北京オリンピック 男子団体銀メダル
  - 男子ワールドカップ（リエージュ） 準優勝
  - ヨーロッパ選手権サンクトペテルブルク大会 男子シングルス 優勝、男子ダブルス 優勝（クリスティアン・ズースと）、男子団体 優勝
- 2009年
  - ヨーロッパ選手権シュトゥットガルト大会 男子シングルス ベスト4、男子ダブルス優勝（クリスティアン・ズースと）、男子団体優勝
  - ヨーロッパトップ12 優勝
- 2010年
  - 第50回世界選手権モスクワ大会 男子団体準優勝
  - ヨーロッパ選手権オストラヴァ大会 男子シングルス 優勝、男子ダブルス 優勝（クリスティアン・ズースと）、男子団体 優勝
  - ヨーロッパトップ12 優勝
- 2011年
  - 第51回世界選手権ロッテルダム大会 男子シングルス3位
  - ヨーロッパ選手権グダニスク大会 男子シングルス 優勝
- 2012年
  - 第51回世界選手権ドルトムント大会 男子団体準優勝
  - ヨーロッパ選手権ヘアニング大会 男子シングルス 優勝
  - ロンドンオリンピック 男子団体銅メダル
- 2013年
  - 男子ワールドカップ（ベルビエ） 4位
- 2014年
  - 第52回世界選手権東京大会 男子団体準優勝
- 2016年
  - リオデジャネイロオリンピック 男子団体銅メダル
- 2017年
  - 第54回世界選手権デュッセルドルフ大会 男子シングルス　ベスト8
  - 男子ワールドカップ（リエージュ） 準優勝　決勝の相手はドミトリ・オフチャロフ
  - Ｔ２リーグ個人戦（マレーシア） 優勝　決勝の相手はドミトリ・オフチャロフ
  - ITTFワールドツアーグランドファイナル 男子シングルス 3位
- 2018年
  - ヨーロッパトップ16 世界ランク1位のドミトリ・オフチャロフに4-0のストレートで勝利し優勝
  - 第54回世界選手権ハルムスタッド大会 男子団体準優勝
  - ヨーロッパ選手権アリカンテ大会 男子シングルス 優勝
- 2020年
  - ヨーロッパトップ16 優勝
  - ヨーロッパ選手権ワルシャワ大会 男子シングルス 優勝
- 2021年
  - 東京オリンピック 男子団体銀メダル
  - 第56回世界選手権ヒューストン大会 男子シングルス3位